# لندن سبز ۵۰۰
لندن سبز ۵۰۰ (به انگلیسی: London Green500) یکی از برنامه‌های پیشگام شهردار لندن؛ بوریس جانسون، با هدف کاهش ۶۰ درصدی میزان انتشار کربن در پایتخت، جزو سازمان‌های بزرگ‌سال ۲۰۲۵ می‌باشد. لندن سبز ۵۰۰، توسط ائتلافی متشکل از نیمی از سازمان‌های توسعه یافته لندن، جهت دهی می‌شود. سبز ۵۰۰ تجربیات موفق پس از اجرای هر تغییر و بازخوردهای احتمالی آن را به سازمان‌ها ارائه می‌دهد.

## سبز ۵۰۰ چیست؟
هدف از سبز ۵۰۰ به کمک‌طلبیدن برخی از بزرگترین و معتبرترین سازمان‌ها در لندن و متخصصین آنها، از طریق تعهد نسبت به کاهش میزان کربن است. این سازمان یکی از سازمان‌های توسعه دهنده در شهر لندن در خصوص کاهش میزان انتشار دی‌اکسید کربن در ساختمان‌های بزرگ می‌باشد. LDA نام مخفف سازمان (به انگلیسی: London Development Agency) است.
در یک ارزیابی اولیه، اعضای سبز ۵۰۰ رد پای کربن موجود در شهر را بررسی کرده و یک سری راهنمایی توسط فرد متخصص دریافت می‌کنند که این اولین قدم برای آغاز فعالیت آن‌ها در جهت کاهش میزان کربن می‌باشد. فعالیت‌های فردی نه فقط به منظور کاهش میزان انتشار کربن، بلکه در جهت ذخیره انرژی، جلوگیری از هدر رفت آب و حمل و نقل، برنامه‌ریزی می‌شود. برنامه کار سبز ۵۰۰ نیز نشان می‌دهد، اطلاعات مربوط به دوره بازپرداخت مورد انتظار برای هر تغییر، با موفقیت انجام شده‌است.
همان‌طور که هر شرکت برنامه مشخصی برای خود در نظر دارد، سبز ۵۰۰ نیز امتیازات مهمی از جمله: جوایز، فرصت‌های شبکه‌ای و دستیابی به کارپردازان متخصص، را برای اعضای خود در نظر می‌گیرد.

## سبز ۵۰۰ چه دستاوردهایی دارد؟
- پشتیبانی توسط جنبش توسعه دهنده کاهش میزان کربن
- یک برنامه اجرایی مناسب به منظور کاهش کربن
- صرفه جویی اقتصادی از طریق کاهش اثرات کربنی
- فرصت‌های شبکه‌ای
- فرصت دستیابی به جوایز
- دستیابی به کارپرداران متخصص
- کمک به سازمان CRC در رعایت قوانین زیست محیطی
- ارتقاء سطح اعتبارات زیست محیطی
- جوایز[۲]

## اعضای سبز ۵۰۰
اعضای سبز ۵۰۰ موارد زیر را تحت پوشش دارند:
اقتصاد، قانون، خدمات، هنر، تحصیلات، حمل و نقل، غذا و نوشیدنی‌ها، تولیدات و بسیاری دیگر.
اعضا شامل موسسات زیر می‌باشد:
Addison Lee, MiniCab London, Boots Group, باشگاه فوتبال چلسی, EDF Energy, اچ‌اس‌بی‌سی، مارکس اند اسپنسر، موزه تاریخ طبیعی لندن Pret a Manger, ساعتچی اند ساعتچی, سلفریجز، تیت اند لایل، تی-موبایل و TNT Express. آخرین فهرست کاربران را می‌توان در پایین این صفحه یافت.

### آبی‌ها سبز می‌شوند[۳]
باشگاه فوتبال چلسی اولین و تنهاترین تیم فوتبالی است که با عملیات Green 500 شهردار لندن موافقت کرده و برنامه‌های وسیعی در جهت کاهش حداقل ۱۰ درصدی میزان انتشار کربن در این باشگاه را طی دو سال آینده در نظر دارد. بوریس جانسون، شهردار لندن، جوایزی را برای اولین گروه Green500 و همچنین بهترین مشارکت ساختمانی در ساختمان‌های شهر لندن در سطح آموزش و پرورش، هنر، ورزش، فرمانداری، حمل و نقل و بودجه‌های تبلییغاتی ارائه کرده‌است. باشگاه چلسی که از این رویداد جایزه نقره را نصیب خود کرده‌است، اعتقاد دارد که آن‌ها نه تنها می‌توانند تغییراتی در سازمان خود ایجاد کنند بلکه می‌توانند از یک حس مسئولیت پذیری نسبت به محیط زیست در بین طرفداران تیمشان حمایت کنند.
چلسی همچنین مسئولیت چندین طرح بازسازی را در مجموعه خود عهده‌دار شده‌است، مانند یک بام سبز جدید با روکشی از جنس برنج که به ثبات دمای محیط کمک خواهد کرد و در کنار آن یک پرده تمام اتوماتیک که هماهنگ با نور خورشید باز و بسته می‌شود، تعبیه شده‌است. یک خاکریز قلعه مانند در اطراف ساختمان کمک می‌کند به تابش مستقیم نور خورشید به طبقه زیرین که باعث کاهش مصرف انرژی می‌شود. سیستم تهویه هوای جدید این ساختمان به صورتی است که هوای سرد و گرمی که در سیستم به هدر می‌رود را گرفته و دوباره آن را درون سیستم به گردش در می‌آورد. همچنین چراغ‌های بکار رفته درون ساختمان به حرکت حساس شده‌اند تا تنها در صورت ضرورت و حضور شخص در محیط روشن بمانند و البته عملکرد آبسردکن‌های جدید نیز به صورتی است که درانرژی صرفه جویی می‌شود. اعضای تیم لباس خود را پس از تمرین با ماشین لباسشویی می‌شویند که در آن از هدر رفت آب به میزان زیادی کاسته شده‌است و البته از آب با دمای کمتری استفاده کرده تا در مصرف انرژی صرفه جویی شود.
باشگاه چلسی کارمندانش را تشویق می‌کند به پیاده‌روی، دوچرخه سواری و استفاده از وسایل حمل و نقل عمومی. همچنین فضای پارکینگ را به پارکینگ اختصاصی کماهش داده تا فضای بیشتری را برای پارکینگ دوچرخه ارائه دهد. چلسی کارمندانش را تشویق می‌کند تا تلویزیون‌ها، کامپیوترها و چراغ‌ها تا حد امکان خاموش بمانند و ایمیل‌های غیرضروری پرینت گرفته نشوند.
اما این باشگاه با نگاهی رو به جلو به فرای محیط باشگاه فکر می‌کند و سعی دارد اعضای این باشگاه این اصول را در خانه هایشان نیز رعایت کنند. از طرفداران این تیم خواسته شده برای دیدن مسابقات در صورت امکان پیاده یا با دوچرخه به ورزشگاه بروند و از وسایل نقلیهٔ عمومی استفاده کنند که البته قطار شهری به صورت رایگان به آن‌ها سرویس خواهد داد. باشگاه چلسی امیدوار است طرفدارانش از آگاهی زیست‌محیطی کافی بهره‌مند شوند تا در خانه هایشان از لامپ کم مصرف استفاده کنند، تلویزیون و چراغ‌ها را بیهوده روشن نگذارند و حتی ترموستات‌ها را روی درجه پایین قرار دهند.
باشگاه چلسی می‌داند که برای ایجاد یک تغییر جدی در نگهداری از محیط زیست به همکاری کارکنان، بازیکنان، طرفداران و شرکایش در کنار هم نیاز خواهد داشت.